# All Star (canção de Nando Reis)
"All Star" é uma canção do cantor e compositor brasileiro Nando Reis, e a segunda faixa de seu segundo álbum solo, Para Quando o Arco-Íris Encontrar o Pote de Ouro, lançado em 2000. A canção fala sobre a amizade de Nando com a cantora Cássia Eller, que passou a cantá-la em seus shows. "All Star" foi incluída no primeiro álbum póstumo de Cássia Eller, Dez de Dezembro, lançado em 2002. A versão de Cássia foi lançada como single e ficou mais conhecida que a versão de Nando Reis. Uma nova versão da música foi gravada por Nando Reis para o álbum acústico Nando Reis – Voz e Violão – No Recreio – Volume 1, e lançada como single em novembro de 2015.

## Origem
Em 1998, o cantor Nando Reis junto com sua então banda principal Titãs foram até o Rio de Janeiro gravar um álbum que sucederia o Acústico MTV, e com isto, tinha muito tempo livre devido às preparações para a gravação. Nando tinha muitas canções compostas pelo próprio em mãos e sabia que elas não seriam aproveitadas. Assim, chamou dois amigos para mostrá-las, Lan Lan e Fernando Nunes. Cássia Eller apareceu junto com eles. A partir daí, Cássia e Nando ficaram muito próximos e ele passou a frequentar o apartamento dela que ficava localizado no bairro das Laranjeiras no Rio de Janeiro.
O nome da canção se deu devido Cássia Eller costumar usar um All Star azul que Nando achava charmoso. Ele também tinha um tênis desse tipo que havia ganhado de sua mãe, mas o dele era um cano alto que havia sido encomendado após ele ter visto a capa do disco Living in the Past, do Jethro Tull, no qual Ian Anderson vestia um.
Em 2017, Nando Reis postou um vídeo no YouTube mostrando os calçados que inspiraram o título da canção, no caso o seu original e um de Cássia que não fora o utilizado como mote inspirador da canção. O All Star de Cássia que deu origem a canção foi incinerado após a morte da cantora.
Em 2015, a canção fez parte da trilha sonora da novela Sete Vidas da TV Globo.

## Versão de Anavitória
Em 2019, o duo Anavitória fez uma versão de "All Star" e outras músicas do Nando Reis, para o álbum N, homenageando o cantor de quem as artistas são muito fãs.

## Créditos
Versão de Nando Reis em Para Quando o Arco-íris Encontrar o Pote de Ouro
- Nando Reis - voz e violão
- Walter Villaça - guitarra
- Fernando Nunes - baixo
- Alex Veley - teclados
- Cristina Braga - harpa
- Barrett Martin - percussão[1]

Versão de Cássia Eller em Dez de Dezembro
- Cássia Eller - voz e violão
- Lincoln Olivetti - arranjo de cordas
- Antonela Pareschi - violino
- Bernardo Bessler - violino
- José Alves - violino
- João Daltro - violino
- Michel Bessler - violino
- Paschoal Perrota - violino
- Walter Hack - violino
- Iura Ranevski - violoncelo
- Márcio Mallard - violoncelo
- Jesuína Passaroto - viola
- Marie Christine Springuel - viola[14]